# Tromotriche ruschiana
Tromotriche ruschiana är en oleanderväxtart som först beskrevs av Moritz Kurt Dinter, och fick sitt nu gällande namn av P.V. Bruyns. Tromotriche ruschiana ingår i släktet Tromotriche och familjen oleanderväxter. Inga underarter finns listade i Catalogue of Life.